# UTM-метки
UTM-ме́тка (англ. UTM, Urchin Tracking Module) — специализированный параметр в URL, используемый маркетологами для отслеживания рекламных кампаний в сети Интернет.
Аббревиатура образована от названия модуля отслеживания ссылочных переходов американской компании Urchin, переименованного в Google Analytics после поглощения корпорацией Google в апреле 2005 года и последовавшей существенной переработки.
UTM-метки технически реализованы как параметры запроса к сайту, передаваемые в URL после символа знака вопроса — «?». Они используются для того, чтобы идентифицировать рекламную кампанию, сайт, с которого передаётся трафик, и другие сведения, полезные для маркетологов. Эти параметры остаются вместе с самим URL в журнале веб-сервера (например, access.log) и могут быть обработаны в дальнейшем при помощи любого аналитического инструмента.
Пример URL со включёнными UTM-метками (выделены жёлтым цветом):
```
https://www.example.com/page?
utm_content=buffercf3b2&utm_medium=social&utm_source=facebook.com&utm_campaign=buffer
```

Большинство инструментов веб-аналитики включают функцию обработки UTM-меток, таковы в частности Google Analytics, Яндекс Метрика, Adobe Experience Cloud. Значения параметров UTM используются для формирования стандартных или настраиваемых аналитических отчётов, используемых в дальнейшем специалистами по рекламе.
Используется пять различных параметров (меток) UTM, которые могут быть указаны в любом порядке:
| Параметр     | Назначение | Пример                                        |
| ------------ | --- | --------------------------------------------- |
| utm_source   | Идентифицирует сайт, с которого отправляется трафик. Обязательный параметр. | utm_source=Google                             |
| utm_medium   | Идентифицирует рекламную модель. Примеры: ссылка cost per click, сообщение электронной почты. | utm_medium=cpc                                |
| utm_campaign | Идентифицирует конкретную рекламную кампанию. | utm_campaign=spring_sale                      |
| utm_term     | Идентифицирует ключевую фразу из рекламной кампании, независимо от того, из какого источника был клик | utm_term=running+shoes                        |
| utm_content  | Идентифицирует конкретный элемент контента, на который кликнул пользователь перед переходом на сайт — например баннерное объявление или текстовую ссылку. Этот параметр часто используется для целей A/B-тестирования и для анализа результативности контекстной рекламы. | utm_content=logolink или utm_content=textlink |